# 라 마마 델 디에스
《라 마마 델 디에스》(스페인어: La mamá del 10)은 2018년 방영된 콜롬비아의 텔레노벨라이다.